# Kouzemt
Kouzemt (franska: Kouzemt (CR), Kouzemt (Commune Rurale), arabiska: اشمرارن) är en kommun i Marocko.   Den ligger i provinsen Chichaoua och regionen Marrakech-Safi, i den centrala delen av landet, 400 km sydväst om huvudstaden Rabat. Antalet invånare är 4 540.